# روح‌آباد (قزوین)
روح‌آباد (قزوین)، روستایی ازغ توابع بخش رودبار شهرستان شهرستان قزوین در استان قزوین ایران است.

## جمعیت
این روستا در دهستان رودبار شهرستان الموت غربی قرار دارد و، جمعیت غیر دائم فصلی ۹۰ خانوار بوده‌است.

## مردم
مردم روح‌آباد از قوم تات هستند و زبان تاتی را با گویش الموتی صحبت می‌کنند.